# Natural High (album)
Pour l’article homonyme, voir Natural High.
Albums de Commodores
Live!
(1977) Midnight Magic
(1979)
Singles
1. Three Times a Lady (en)
Sortie : 9 juin 1978
2. Flying High
Sortie : 31 août 1978

Natural High est le sixième album studio du groupe américain Commodores, sorti le 10 mai 1978 chez Motown.
L'album est notamment connu pour la chanson Three Times a Lady (en), qui est devenu le premier single du groupe à atteindre la première place du Billboard Hot 100. Natural High se classe en tête du classement des albums R&B du magazine Billboard pendant huit semaines non consécutives et atteint la troisième place du Billboard 200. 
L'album permet aux Commodores d'être nommés aux Grammy Awards de 1979 dans la catégorie « meilleure prestation vocale R&B d'un duo, d'un groupe ou d'un chœur ».

## Liste des titres
| 1. | Fire Girl          | - William King - David Cochrane - Darryl Jones | 4:12 |
| 2. | X-Rated Movie      | Milan Williams                                 | 4:45 |
| 3. | Flying High        | - Lionel Richie - Thomas McClary               | 5:11 |
| 4. | Three Times a Lady | Lionel Richie                                  | 6:37 |

| Face B | Face B             | Face B                           | Face B | Face B | Face B | Face B | Face B | Face B | Face B |
| No     | Titre              | Auteur                           | Durée  |        |        |        |        |        |        |
| ------ | ------------------ | -------------------------------- | ------ | ------ | ------ | ------ | ------ | ------ | ------ |
| 1.     | Such a Woman       | Walter Orange                    | 4:40   |        |        |        |        |        |        |
| 2.     | Say Yeah           | - Lionel Richie - Ronald LaPread | 5:44   |        |        |        |        |        |        |
| 3.     | I Like What You Do | - Lionel Richie - Walter Orange  | 4:49   |        |        |        |        |        |        |
| 4.     | Visions            | - Lionel Richie - Thomas McClary | 5:43   |        |        |        |        |        |        |
| 41:41  |                    |                                  |        |        |        |        |        |        |        |

## Crédits
| Commodores - Lionel Richie – chant, saxophones, claviers - Milan Williams (en) – claviers - Thomas McClary (en) – chant, guitares - Ronald LaPread (en) – basse - Walter Orange – batterie, chant, percussion - William King (en) – trompette | - Commodores – producteurs, arrangements - James Anthony Carmichael – producteur, arrangements - Calvin Harris – ingénieur du son, mixage - Jane Clark – ingénieur du son - Norm Ung – direction artistique, conception - David McMacken – illustration - Jim Shea – photographie - Suzee Ikeda – chef de projet |

## Classements et certifications
| Classement (1978–79)          | Meilleure position |
| ----------------------------- | ------------------ |
| Australie (Kent Music Report) | 14                 |
| Canada (RPM 100 Albums)       | 3                  |
| États-Unis (Billboard 200)    | 3                  |
| États-Unis (Top Soul LPs)     | 1                  |
| Norvège (VG-lista)            | 19                 |
| Nouvelle-Zélande (RIANZ)      | 5                  |
| Pays-Bas (Mega Album Top 100) | 5                  |
| Royaume-Uni (UK Albums Chart) | 8                  |

| Classement (1978)          | Position |
| -------------------------- | -------- |
| États-Unis (Billboard 200) | 41       |
| États-Unis (Top Soul LPs)  | 2        |

### Certifications
| Région                                | Certification | Ventes/Streams |
| ------------------------------------- | ------------- | -------------- |
| États-Unis (RIAA)                     | Platine       | 1 000 000^     |
| Nouvelle-Zélande (RMNZ)               | Or            | 7 500^         |
| Pays-Bas (NVPI)                       | Or            | 50 000^        |
| Royaume-Uni (BPI)                     | Or            | 100 000^       |
| ^Mise en rayon selon la certification |               |                |